# Teresa Dobosz
Teresa Dobosz (ur. 9 lutego 1945 w Legionowie, zm. 4 marca 2014) – polska nauczycielka i polityk, posłanka na Sejm RP II kadencji.

## Życiorys
Córka Stefana. Ukończyła w 1978 studia na Wydziale Geografii i Studiów Regionalnych Uniwersytetu Warszawskiego. Pracowała jako nauczycielka. Została dyrektorką szkoły podstawowej w Legionowie i wiceprzewodniczącą Stowarzyszenia „Rodzina Wojskowa”. Była też radną Legionowa (1988–1994). W 1993 uzyskała mandat posłanki na Sejm II kadencji. Została wybrana w okręgu podwarszarskiego z listy Sojuszu Lewicy Demokratycznej. Zasiadała w Komisji Polityki Gospodarczej, Budżetu i Finansów, Komisji Nadzwyczajnej do rozpatrzenia projektów ustaw dotyczących reformy systemu ubezpieczeń społecznych, Komisji Regulaminowej i Spraw Poselskich oraz w Komisji Obrony Narodowej. W 1997 nie uzyskała reelekcji, po czym wycofała się z działalności politycznej. W 2010 była kandydatką do rady miasta z ramienia lokalnego komitetu.
W 1997 otrzymała Krzyż Kawalerski Orderu Odrodzenia Polski.